# WAG
WAG is een historisch merk van motorfietsen.
De bedrijfsnaam was: Wright And Gasking, Woods Garage, Birmingham.
WAG was een van de weinige merken die tweetakt-V-twins bouwden, in dit geval van 496 cc. Het was een 60° V-twin zonder compressie in het carter. Het carter werd afgesloten met een aparte zuiger die de compressie mechanisch opbouwde, zoals bij een stoommachine. De machine had drie versnellingen. Van de drie machines die in 1924 werden ingeschreven in de Scottish Six Days Trial finishten er drie, maar de motor was toch te onconventioneel om klanten te trekken. De productie, opgestart in 1924, werd in 1925 stopgezet.